# Wannigsroda
Wannigsroda ist ein Ortsteil  der Gemeinde Emleben im Landkreis Gotha in Thüringen.

## Lage
Wannigsroda liegt an der Landesstraße 1026, etwa 1,5 Kilometer westsüdwestlich der Kerngemeinde Emleben.
Zwischen Wipperoda und Wannigsroda liegt das FFH-Gebiet „Hirzberg-Wannigsrod-Kranichmoor“, das 279 ha groß ist. Hierin befindet sich der Heideteich, ein aufgrund von Staunässe entstandener kleiner See. Nachdem der Teich in den letzten Jahren zusehends verlandete, wurde er seit 2011 vom Forstamt Finsterbergen und der Unteren Naturschutzbehörde des Landkreises Gotha saniert. So wurde auch ein Graben zum südlich hiervon liegenden Hirzberg ausgehoben, der Quellwasser zum Teich führen soll, der Gehölzaufwuchs auf der Teichsohle wurde beseitigt und das Ablaufbauwerk neu errichtet. Das Teichgebiet ist Lebensraum für den Schwarzstorch, Kamm-, Teich- und Bergmolch sowie die Fledermaus.

## Geschichte
Der Ort hat eine bemerkenswerte Geschichte und soll ursprünglich eine vom Kloster Hersfeld angelegte Siedlung gewesen sein, doch bereits im 16. Jahrhundert führten die Grafen von Gleichen einen Prozess über die im Raum Ohrdruf liegenden Besitzungen, die nach ihrer Auffassung als Gräflich Gleichensches Lehen bestanden. Demnach war Wannigsroda (auch Wenigenroda) ein von den Grafen von Gleichen gegründeter Ort, der 1298 erstmals urkundlich erwähnt wurde. Am Ort von Wannigsroda begründeten die Grafen das Eigenkloster Heyda – der Historiker Sagittarius erwähnt es als „Kloster des Heiligen Lorenz zu Heide“. Der Klosterbesitz wurde als Folge der Reformation im 16. Jahrhundert von den Grafen von Gleichen eingezogen und in ein Rittergut umgewandelt. Das Gut wurde 1550 bis 1580 von einem Gothaer Patrizier und Ratsherren von Entzenberg bewirtschaftet. 1601 werden die Burggrafen von Kirchberg und die Herren von Witzleben in Urkunden zu Wannigsroda erwähnt. 1660 waren die um Ohrdruf begüterten Grafen von Hohenlohe Besitzer von Wannigsroda, der Ort wurde 1665 als Wansrotha bezeichnet und gehörte zur oberen Grafschaft Gleichen.
1737 verkauften die Fürsten von Hohenlohe den Besitz Wannigsroda, 1765 war ein Amtsrichter (Schultheiss) Backhaus in den Besitz von Wannigsroda gekommen. Backhaus ließ die noch vorhandenen Baureste der Klosteranlage abtragen und auf den Grundmauern einen Gutshof anlegen. Von seinen Erben wurde das Gut 1845 an den Gothaischen Regierungsrat Frieslich verkauft, der es aber im gleichen Jahr an das Herzogshaus übergab. Wannigsroda war bis zum Ende des Ersten Weltkrieges ein Kammergut. Die Bewohner waren nach Emleben eingepfarrt und eingeschult. Anfang der 1920er Jahre wurde das Kammergut (Domäne Wannigsroda) geteilt und der Boden an interessierte Bauern aus den angrenzenden Orten verkauft (versteigert ?).
Nach dem Zweiten Weltkrieg wurden die auf der nördlichen Straßenseite befindlichen Domänen-Gebäude als LPG weiter genutzt und verfielen. Der Gebäudekomplex wurde dann Zug um Zug abgetragen, an gleicher Stelle befindet sich jetzt ein Neubau. Auf der südlichen Straßenseite entstanden zwei Wohnhäuser.